# Iatrofobia
La iatrofobia o yatrofobia es la aversión persistente, anormal e injustificada a los médicos o al personal de la salud en general, o también simplemente a quien porte una bata o una insignia de hospital, por ejemplo, dentistas, farmacéuticos, obstetras, enfermeros, etc.

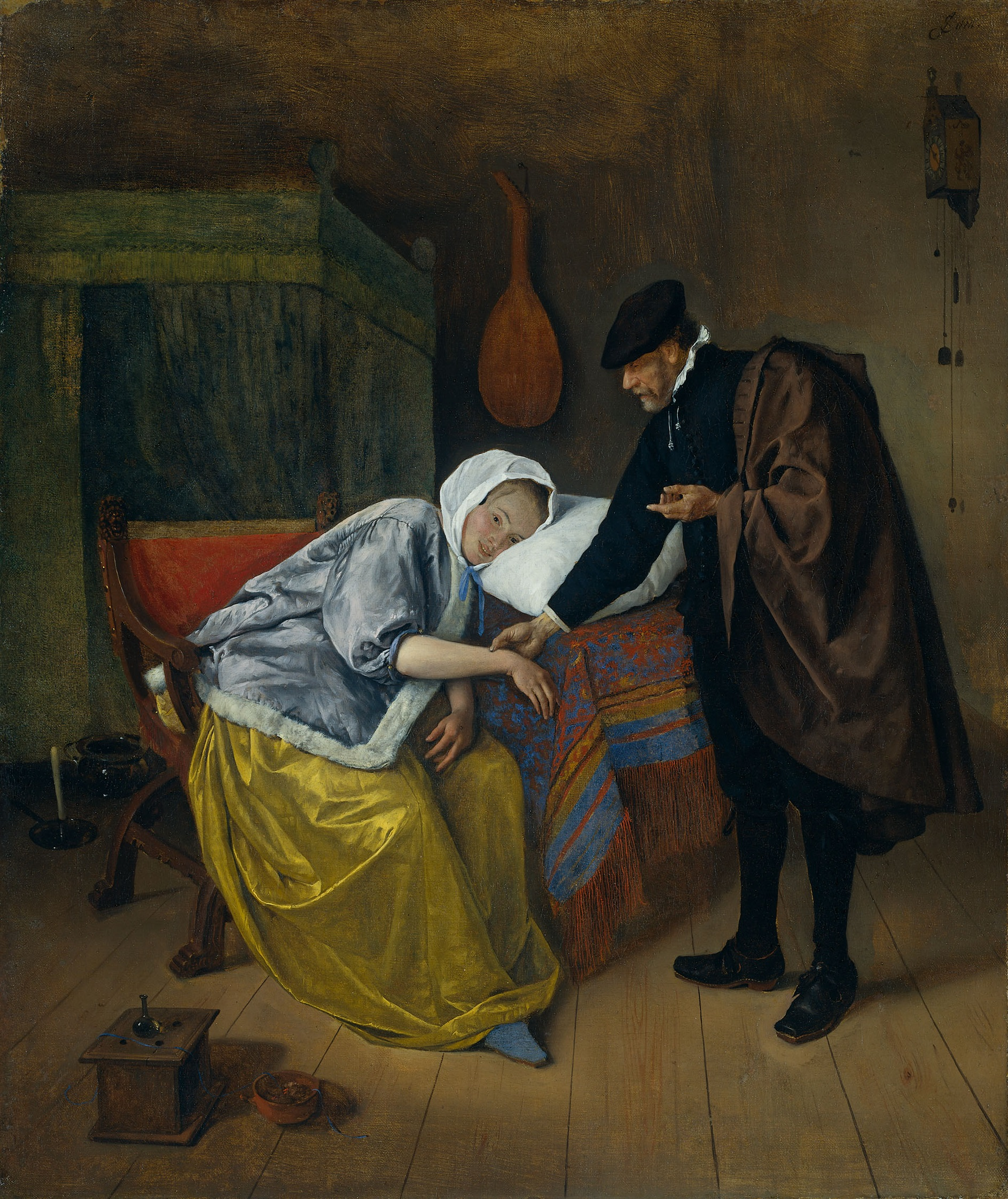
Un médico y su paciente.
La mujer enferma (Jan Havicksz Steen, [Rijksmuseum, Ámsterdam, Países Bajos, 1663/1666])

El concepto resulta muy heterogéneo y la fobia asume diversas variantes según la persona que la padezca: el miedo puede limitarse al solo acto de acudir al médico o extenderse a todo lo relacionado con la salud.
En los casos de mayor gravedad el sujeto rechaza cualquier actividad ligada al ámbito sanitario, como el examen sanguíneo, el control de la presión arterial o el consumo de fármacos. En este caso específico, el temor toma el nombre de quimiofobia, o sea, miedo de consumir cualquier substancia química sintética.
Suele ser frecuentemente concomitante con otras fobias como la belonefobia.

## Etimología
La voz «iatrofobia» o «yatrofobia» proviene del griego ἰατρός iatrós ‘médico’ y el sufijo latino científico -phobia, este del griego antiguo -φοβία -phobía ‘fobia, miedo’. A la persona con esta fobia se le denomina «iatrófobo, -ba» o «iatrofóbico, -ca».

## Definición
Esta fobia puede causar que quien la padezca tema a cualquier persona que realice cirugías, administre inyecciones, dé diagnósticos médicos o cualquier otro en el campo de la medicina. La fobia puede traer como resultado que alguien no reciba el tratamiento médico que necesite. A veces, las postergaciones en la búsqueda de un tratamiento pueden ser serias, acarreando como consecuencia un daño irreversible o inclusive la muerte.
La iatrofobia puede estar causada por un número de razones. Las razones más comunes son una mala situación o un evento traumático en la infancia de la persona que involucre a un doctor o un consultorio médico; algunas personas son intimidadas por los médicos; el consultorio del médico apesta a medicina, lo que a alguna gente la asusta; los médicos están entrenados para no estar emocionalmente abiertos a sus pacientes; el miedo a contagiarse de otras enfermedades del doctor o del consultorio médico; temor que se le tenga que efectuar determinados procedimientos (por ejemplo, una cirugía cardíaca); temor a exámenes médicos que puedan surgir posibles resultados negativos; temor a las cosas o procedimientos dolorosos, como las agujas.
Los síntomas de la iatrofobia pueden incluir falta de aliento, sudoración excesiva, náuseas, sequedad bucal, temblores, incapacidad de hablar o pensar con claridad, miedo a la muerte, perder el control, sensación de desprendimiento de la realidad o un ataque de ansiedad.

## Tratamiento
A causa de la naturaleza misma de la fobia, el tratamiento resulta altamente difícil. En los casos más graves el paciente rechaza cualquier intervención de una figura profesional, incluso la de un psicólogo, a quien verá identificado indistintamente como «médico». En estos casos límite, en un eventual enfoque farmacológico de la terapia, resulta imposible también una aquiescencia positiva en la administración de ansiolíticos.